# Kapelle (Altenkunstadt)
Kapelle ist ein Gemeindeteil der oberfränkischen Gemeinde Altenkunstadt im Landkreis Lichtenfels.

## Geografie
Die Einöde liegt etwa einen Kilometer südwestlich von Altenkunstadt im Talgrund zwischen Külmitz und Kordigast südlich des Kapellenbachs, einem Zufluss des Weismains. Kapelle ist Standort der Dorfkirche von dem etwa 600 Meter entfernten Pfaffendorf. An Kapelle führt die Staatsstraße 2203 von Lichtenfels nach Altenkunstadt vorbei.

## Geschichte
Die Filialkirche St. Georg stammt aus dem 18. Jahrhundert und ist der Nachfolgebau der abgegangenen Wallfahrtskirche, die 1471 als Lehen des Klosters Langheim „zu dem Heiligen Grab Pfaffendorf“ erstmals erwähnt wurde. 1706 verlieh Papst Clemens XI. zur Errichtung eines neuen Gotteshauses in Pfaffendorf einen Ablass.
Nach dem Gemeindeedikt von 1818 wurde der Ort Kapelle, der fünf Einwohner hatte, zusammen mit Pfaffendorf und Giechkröttendorf sowie den Einöden Berghaus, Bernreuth und Oberloch zu einer Gemeinde zusammengefügt. 1854 wurde der Ort im Grundsteuerkataster der Gemeinde als „die Kapelle zu St. Laurentius“ bezeichnet. 1862 folgte die Eingliederung der Landgemeinde Pfaffendorf in das neu geschaffene bayerische Bezirksamt Lichtenfels, Landgericht Weismain. 1871 zählte Kapelle elf Einwohner, die alle katholisch waren, und sechs Gebäude. Die Einöde gehörte zur 2,5 Kilometer entfernten katholischen Pfarrei in Altenkunstadt und war Sitz der Pfaffendorfer katholischen Schule. Das Schulhaus war 1879 neben der Kirche errichtet worden. Kapelle gehörte zur Landgemeinde Pfaffendorf, die im Jahr 1900 mit sieben Orten eine Gesamtfläche von 644,14 Hektar, 238 Einwohner, von denen alle katholisch waren, sowie 44 Wohngebäude umfasste. Acht Personen lebten in Kapelle in zwei Wohngebäuden. Die Siedlung war der vier Kilometer entfernten evangelischen Pfarrei Strössendorf zugeordnet. 1925 lebten in dem Ort drei Personen in einem Wohngebäude. 1950 hatte die Einöde sechs Einwohner und ein Wohngebäude, 1961 war sie unbewohnt. Im Jahr 1970 zählte Kapelle 15 Einwohner.
Im Zuge der Gemeindegebietsreform wurde Pfaffendorf mit Kapelle am 1. Januar 1972 nach Altenkunstadt eingemeindet.
2016 bestand Kapelle aus der Filialkirche St. Georg, dem ehemaligen Pfarr- und dem ehemaligen Schulhaus.

## Sehenswürdigkeiten

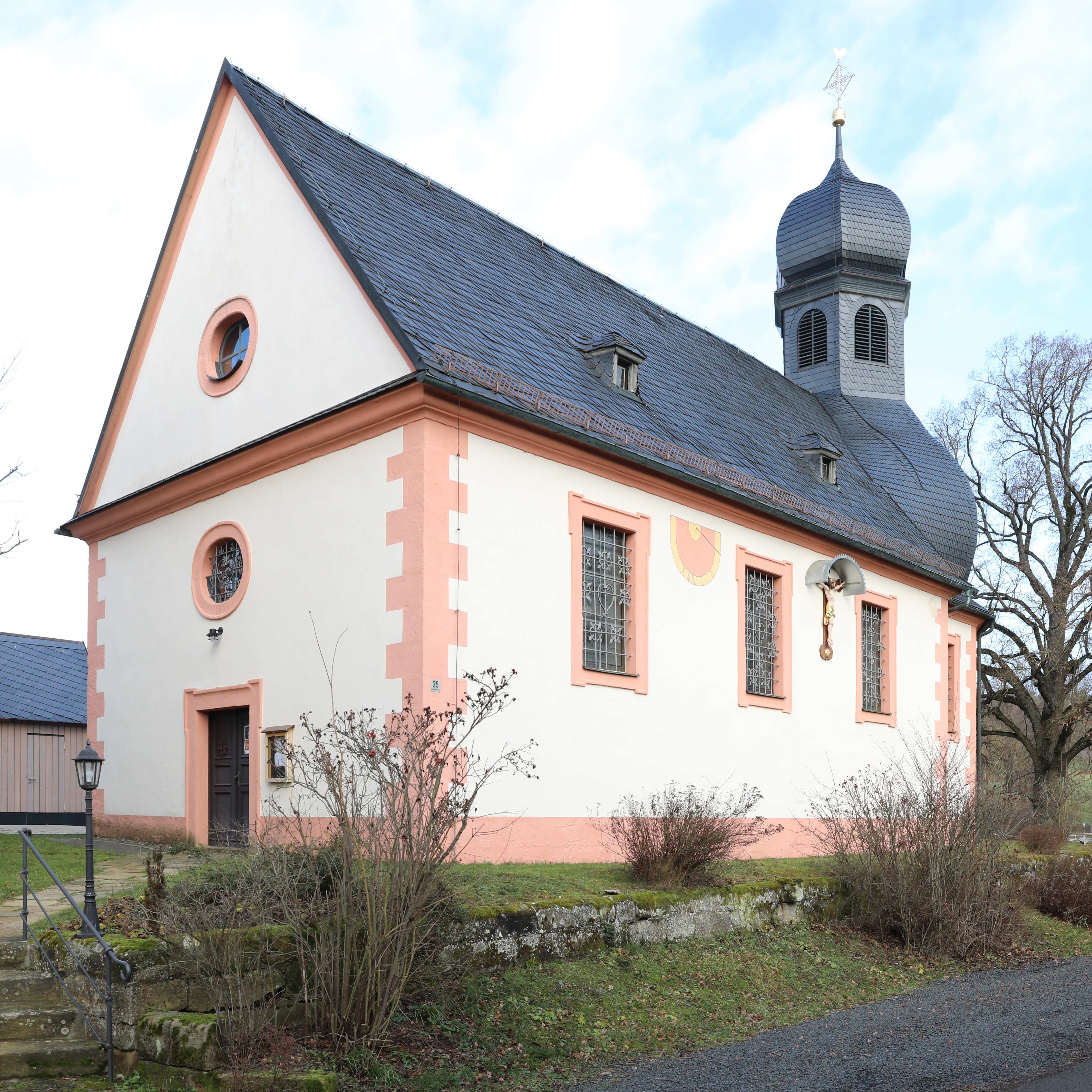
Katholische Filialkirche St. Georg

Im Jahr 1718 ließ der Abt des Klosters Langheim Gallus Knauer die katholische Filialkirche St. Georg als Wallfahrtskirche errichten. Die Barockkirche ist ein verputzter Satteldachbau mit einem holzgedeckten Langhaus und einem eingezogenen Chor. Über dem Chor befindet sich eine verschieferte Kuppel.